# Яворник-Польски (гмина)
Яворник-Польски (пол. Jawornik Polski) — сельская гмина (волость) в Польше, входит как административная единица в Пшеворский повет, Подкарпатское воеводство. Население — 4862 человека (на 2004 год).

## Демография
| Перепись                       | Всего   | Всего | Женщины | Женщины | Мужчины | Мужчины |
| ------------------------------ | ------- | ----- | ------- | ------- | ------- | ------- |
| Единицы                        | человек | %     | человек | %       | человек | %       |
| Население                      | 4862    | 100   | 2505    | 51,5    | 2357    | 48,5    |
| Плотность населения (чел./км²) | 77,3    | 77,3  | 39,8    | 39,8    | 37,5    | 37,5    |

## Соседние гмины
1. Гмина Дубецко
2. Гмина Дынув
3. Гмина Хыжне
4. Гмина Каньчуга
5. Гмина Маркова